# Mario Theissen
Mario Theissen (Monschau, 17 de agosto de 1952) é um engenheiro alemão e ex-diretor da BMW Motorsport e que foi chefe de equipe da BMW Sauber, de 2005 até 2009, quando a BMW vendeu a equipe de volta a Peter Sauber.

## Carreira
Depois de se formar pela Universidade Técnica da Renânia do Norte-Vestfália em Aachen com diploma em engenharia mecânica, Theissen juntou-se à BMW no departamento de cálculo de motores em 1977. Nos anos seguintes assumiu várias responsabilidades na divisão de desenvolvimento de motores da BMW e em 1989 obteve um doutorado em engenharia pela Universidade de Ruhr, em Bochum. Em 1991, ele foi nomeado diretor de conceitos de produto da BMW e, um ano depois, tornou-se diretor de desenvolvimento de motores avançados. Em 1994 foi promovido a diretor da BMW Technik GmbH.
Em 1998, além de seu trabalho como chefe da BMW Technik, ele assumiu a tarefa de instalar o BMW Technology Office em Palo Alto, Califórnia.
Tornou-se diretor da BMW Motorsport ao lado de Gerhard Berger em abril de 1999, supervisionando a equipe de trabalho da BMW na Fórmula 1 e outras atividades de automobilismo, incluindo as entradas da fábrica da BMW no Campeonato Mundial de Carros de Turismo e as 24 Horas de Le Mans.
A BMW entrou na Fórmula 1 com um contrato de parceria com a Williams em 1998. Em 2001, a BMW recebeu o crédito de ter o motor mais potente da categoria. Enquanto alcançava sucessos notáveis, como um forte desafio do campeonato em 2003, a relação entre a equipe e a fabricante de motores começou a se deteriorar. Durante as temporadas de Fórmula 1 de 2004 e 2005, Theissen tornou-se cada vez mais crítico da incapacidade da equipe Williams em criar um pacote capaz de vencer o campeonato do construtor ou até várias vitórias em uma única temporada. No entanto, a Williams culpou a BMW por não produzir um motor suficientemente bom. Esta deterioração pública da relação entre BMW e Williams, e entre Theissen e Patrick Head em particular, foi um fator na decisão da BMW de comprar a Sauber.
Theissen tornou-se chefe de equipe da recém-formada BMW Sauber e, em sua primeira temporada, alcançou o quinto lugar no campeonato de construtores, uma melhoria considerável em comparação com a temporada anterior da Sauber, sendo a mesma posição conquistada pela Williams na temporada de 2005. Em 2007, a equipe da BMW Sauber terminou em segundo no Campeonato Mundial de Construtores depois que a McLaren-Mercedes foi desclassificada após um episódio de espionagem. No Grande Prêmio do Canadá de 2008, Robert Kubica e Nick Heidfeld terminaram em primeiro e segundo, respectivamente, dando à BMW sua primeira vitória como construtor. Após a decisão da BMW de vender a equipe de volta a Peter Sauber e deixar a Fórmula 1, Theissen decidiu deixar o esporte e manter sua posição como diretor da BMW Motorsport.
Theissen se aposentou da BMW em 30 de junho de 2011, sendo substituído por Jens Marquardt.